# Al-Hakim bi-Amr Allah
Abu ‘Ali Mansur Tāriqu l-Ḥākim, denumit pe scurt Al-Hakim bi Amr al-Lāh (în arabă الحاكم بأمر الله; în traducere literală, „domnitor prin porunca lui Allah”; n. 985 – d. 1021), a fost al șaselea calif Fatimid și al 16-lea calif ismailit (996–1021).